# BMW Z8
Der BMW Z8 (internes Baumuster E52) ist ein von März 2000 bis Juli 2003 produzierter Sportwagen des Münchener Automobilherstellers BMW.

## Design
Das Design mit breiter BMW-Niere und seitlichen Lufteinlässen, das sich an dem von 1956 bis 1959 produzierten Roadster BMW 507 orientierte, entwarf Henrik Fisker. Den Innenraum gestalteten Mike Ninic und Bruno Amatino, das Lenkrad David Carp. Unter Adrian van Hooydonk und David Carp wurde in enger Abstimmung mit den Designern Fisker und Ninic ein Konzeptfahrzeug unter der Bezeichnung Z 07 hergestellt, das einen hohen Ähnlichkeitsgrad zum Design des Serienmodells hat.

## Modellgeschichte
Das Konzeptfahrzeug Z 07 war bereits 1997 auf der Motor-Show in Tokio und 1998 als geschlossene Version in Detroit zu sehen. Vorgestellt wurde die Serienversion des Wagens auf der IAA 1999.

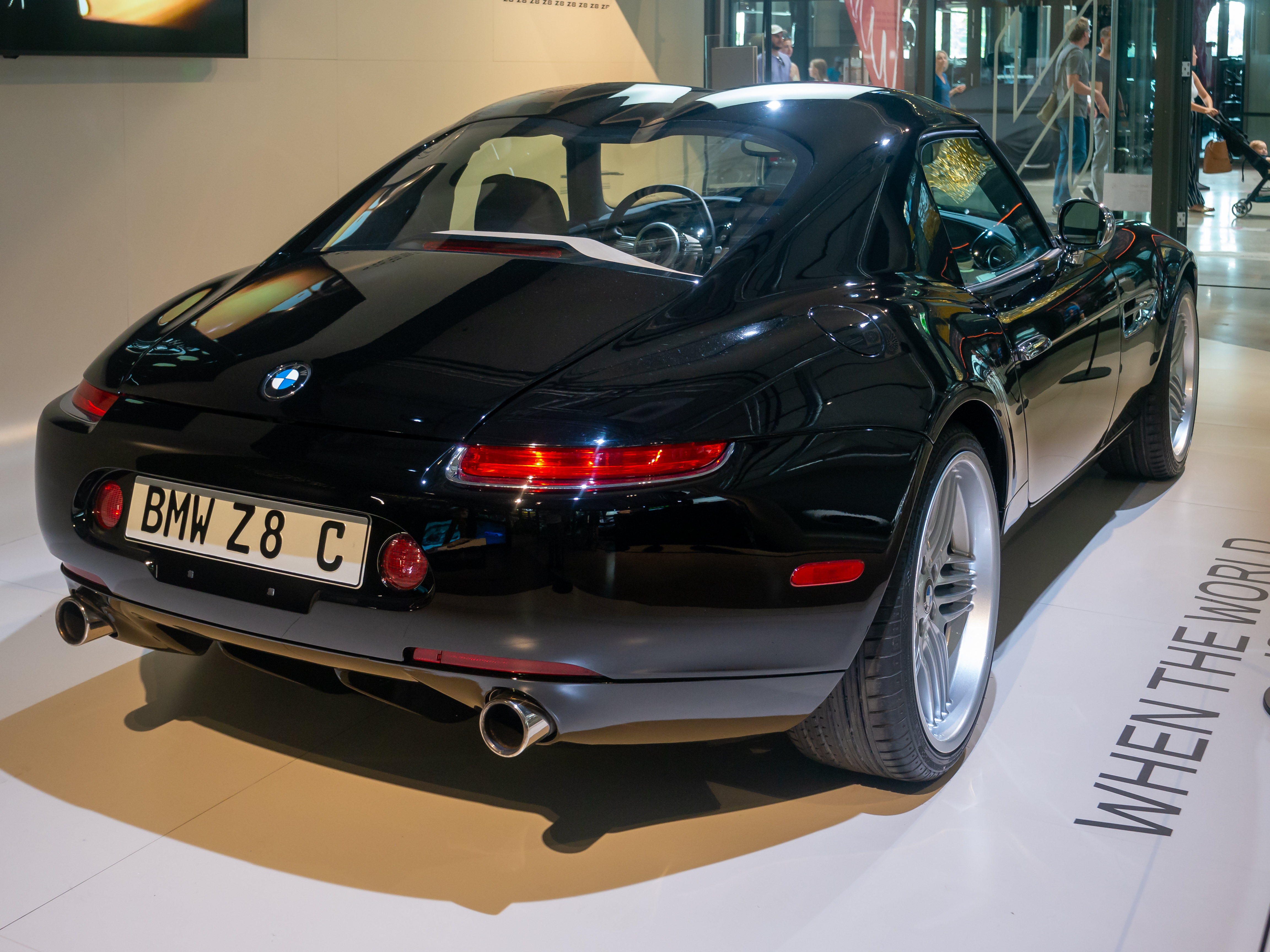
BMW-Werksfahrzeug Z8 Coupé

Von März 2000 bis Juli 2003 wurden 5703 Exemplare in Handarbeit produziert (555 auf dem Z8 basierende Fahrzeuge verkaufte der Automobilhersteller Alpina).

## Konstruktionsmerkmale

### Karosserie
Der BMW Z8 ist ein 4,40 Meter langer, 1,83 Meter breiter und 1,31 Meter hoher Roadster. Der Aufbau besteht aus einem selbsttragenden Aluminiumrahmen (Spaceframe) mit einer aufgeschraubten Außenhaut. Die Hohlräume sind nicht versiegelt, da Aluminium nicht rostet. Durch diese Art der Konstruktion ist die Karosserie verhältnismäßig leicht und äußerst verwindungssteif. Die Seitenschwellerverkleidungen sowie die vorderen und hinteren Stoßfänger mit integrierten Antennen für Radio, Navigation und Telefon bestehen aus Polyurethan und sind bis zu einer Aufprallgeschwindigkeit von 4 km/h elastisch verformbar.
Die Rückleuchten des Fahrzeugs sind in Neon-Technik ausgeführt.
Das Roadsterverdeck wird servounterstützt von Hand geschlossen und die Persenning im 203 Liter fassenden Kofferraum abgelegt. Für den Winter hat der Z8 serienmäßig ein Hardtop mit heizbarer Heckscheibe.

### Innenraum
Der Innenraum bietet Platz für zwei Personen. Die Sitze mit Lederbezug sind beheizbar und elektrisch zu verstellen. Das Lenkrad mit drei Speichen, die aus jeweils vier dünnen Metallstäben bestehen, erinnert an den Stil der 1950er-Jahre. Verstärkt wird der Klassikeindruck durch die in der Mitte des Armaturenbretts angeordneten Rundinstrumente und den Starterknopf.

### Antrieb
Das Fahrzeug hat den 5,0-Liter-V8-Motor des BMW M5 (E39S) mit der Bezeichnung S62B50. Der Motor leistet maximal 294 kW und beschleunigt den Z8 in 4,7 Sekunden auf 100 km/h. Fliehkraftgeregelte Ölabsaugpumpen sorgen dafür, dass der Ölfilm bei hohen Kurvengeschwindigkeiten und entsprechender Seitenneigung des Wagens nicht reißt. Die Kraft wird über ein 6-Gang-Schaltgetriebe auf die Hinterräder übertragen.

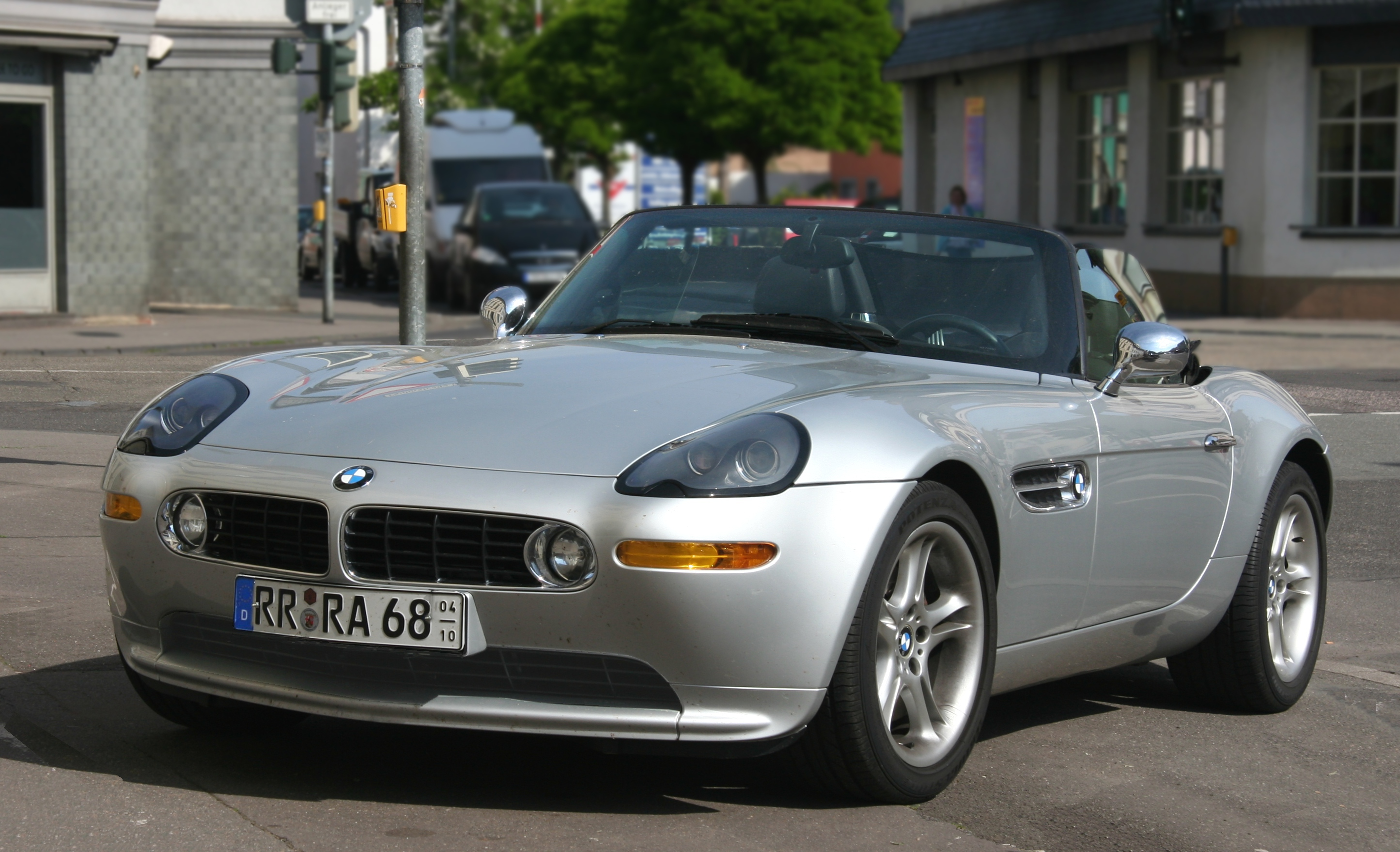
Die Front des Z8 erinnert an den BMW 507 der 50er-Jahre
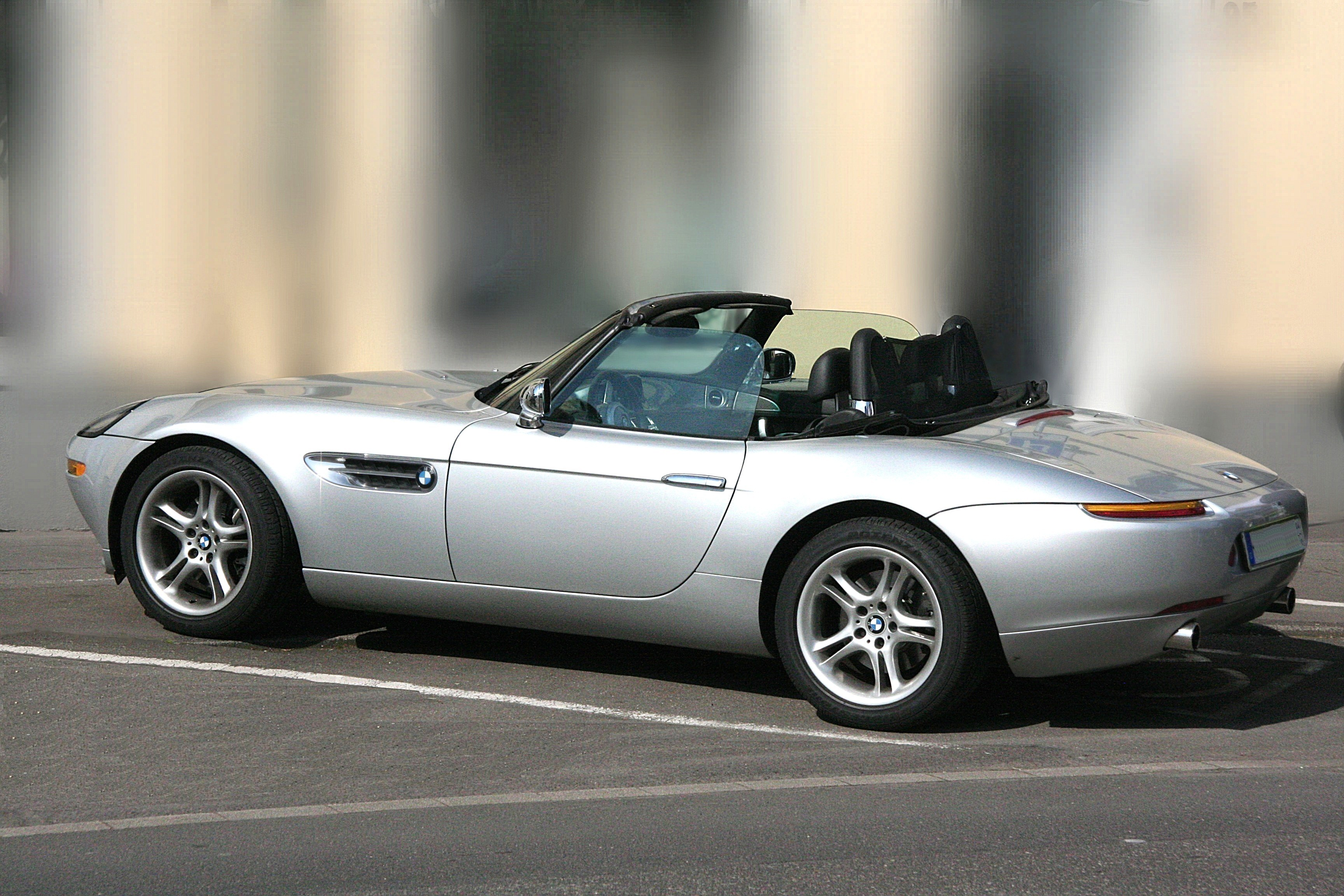
Heckansicht
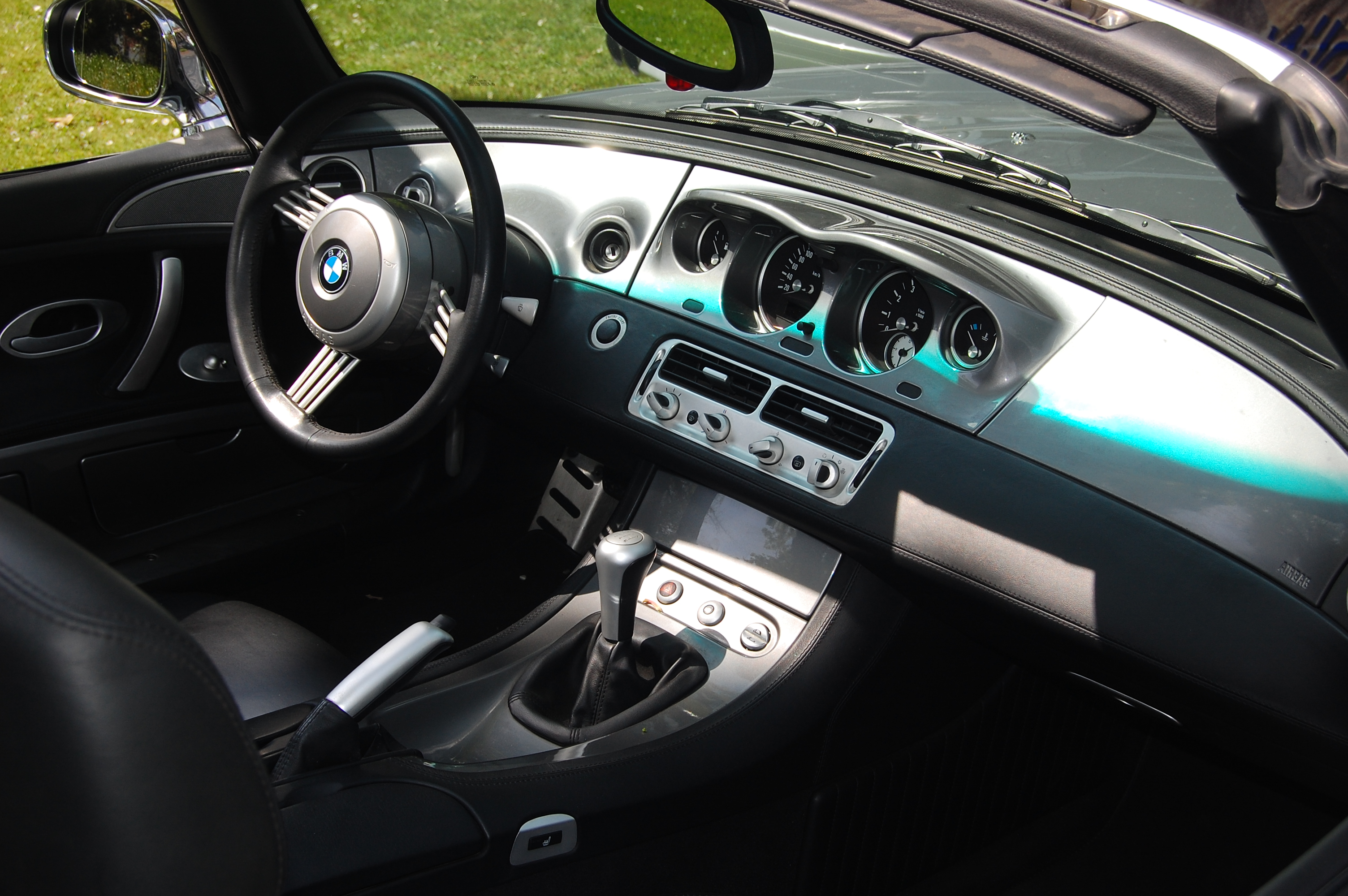
Innenraum
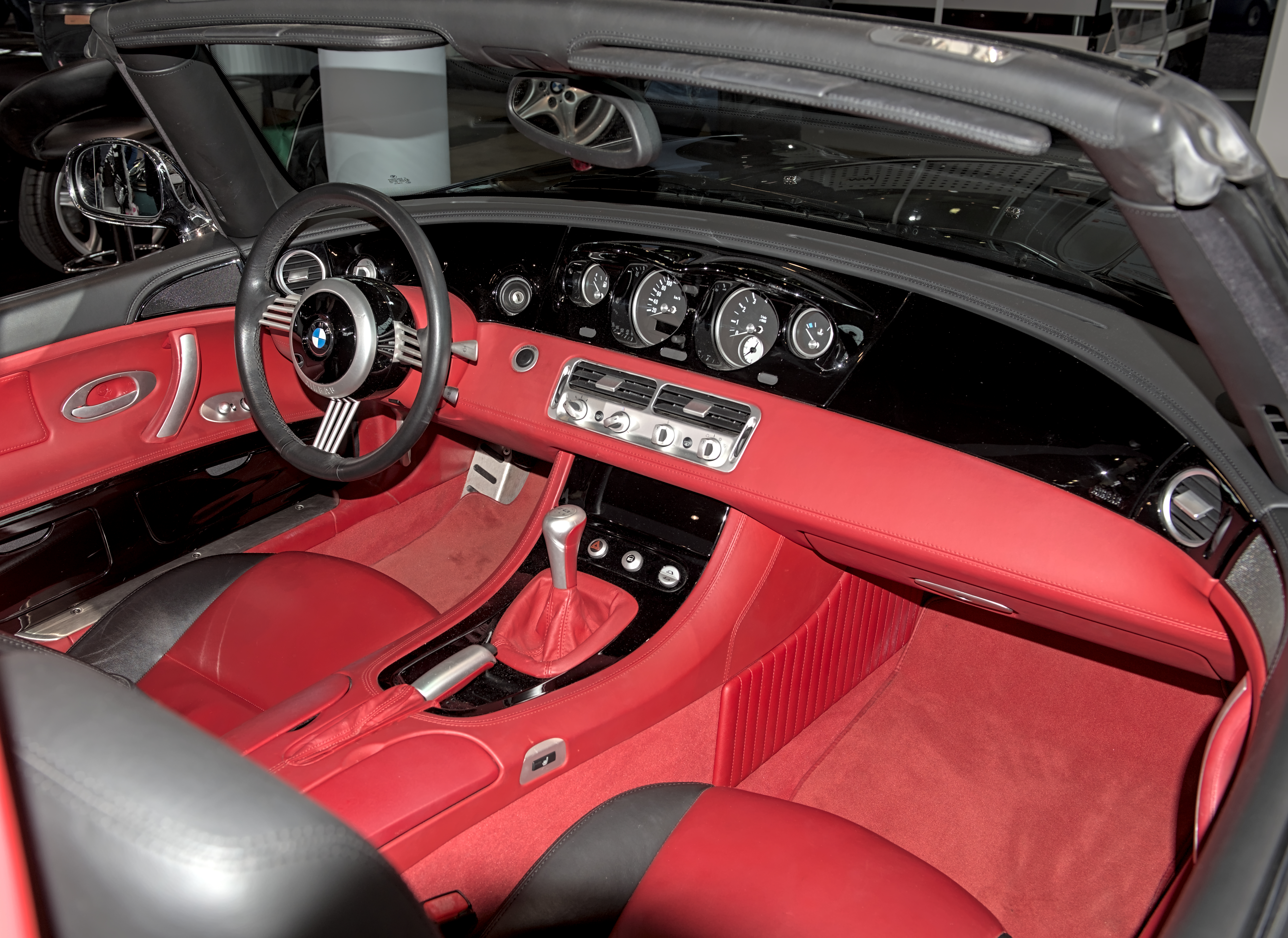
Innenraum in der Farbkombination Sportrot/Schwarz
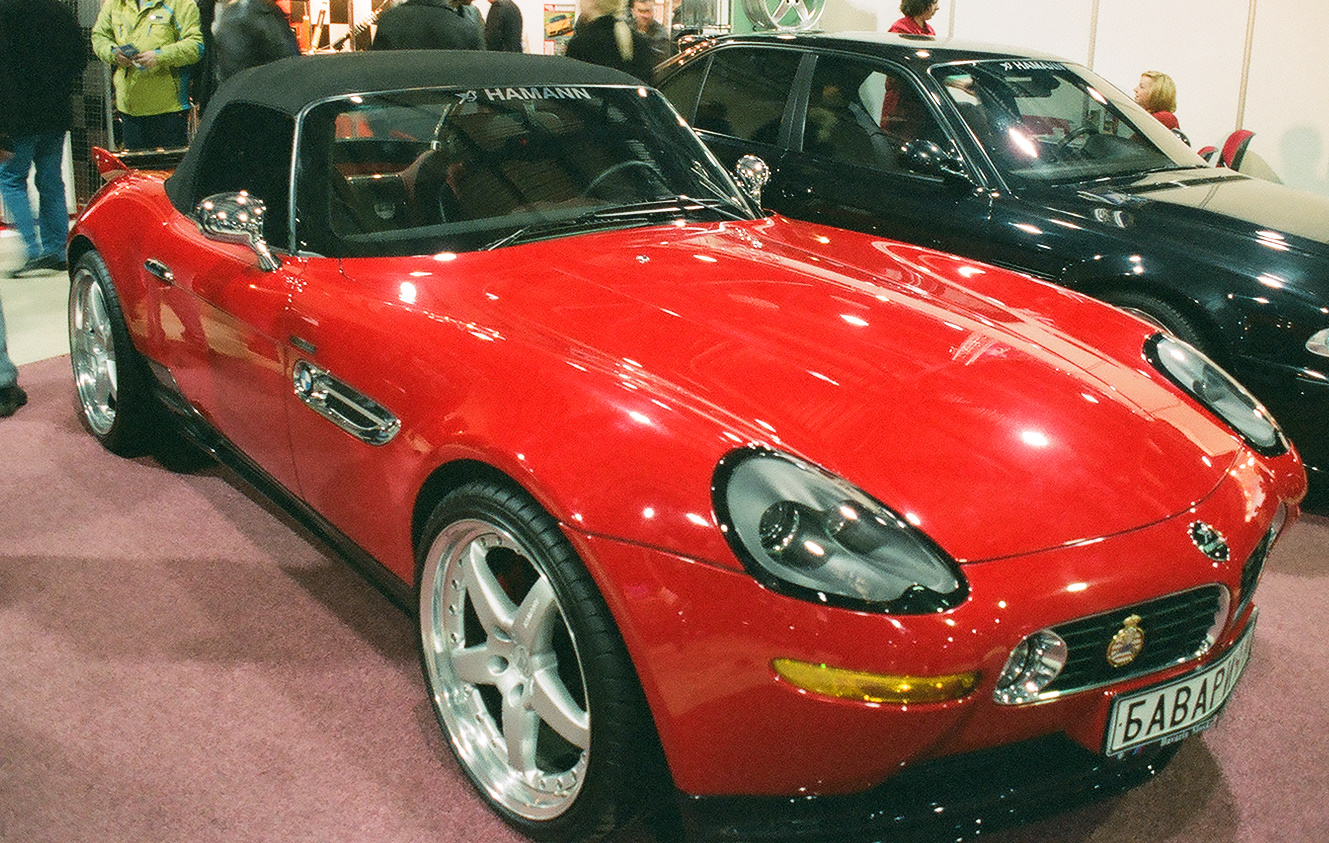
BMW Z8 Hamann (2003)
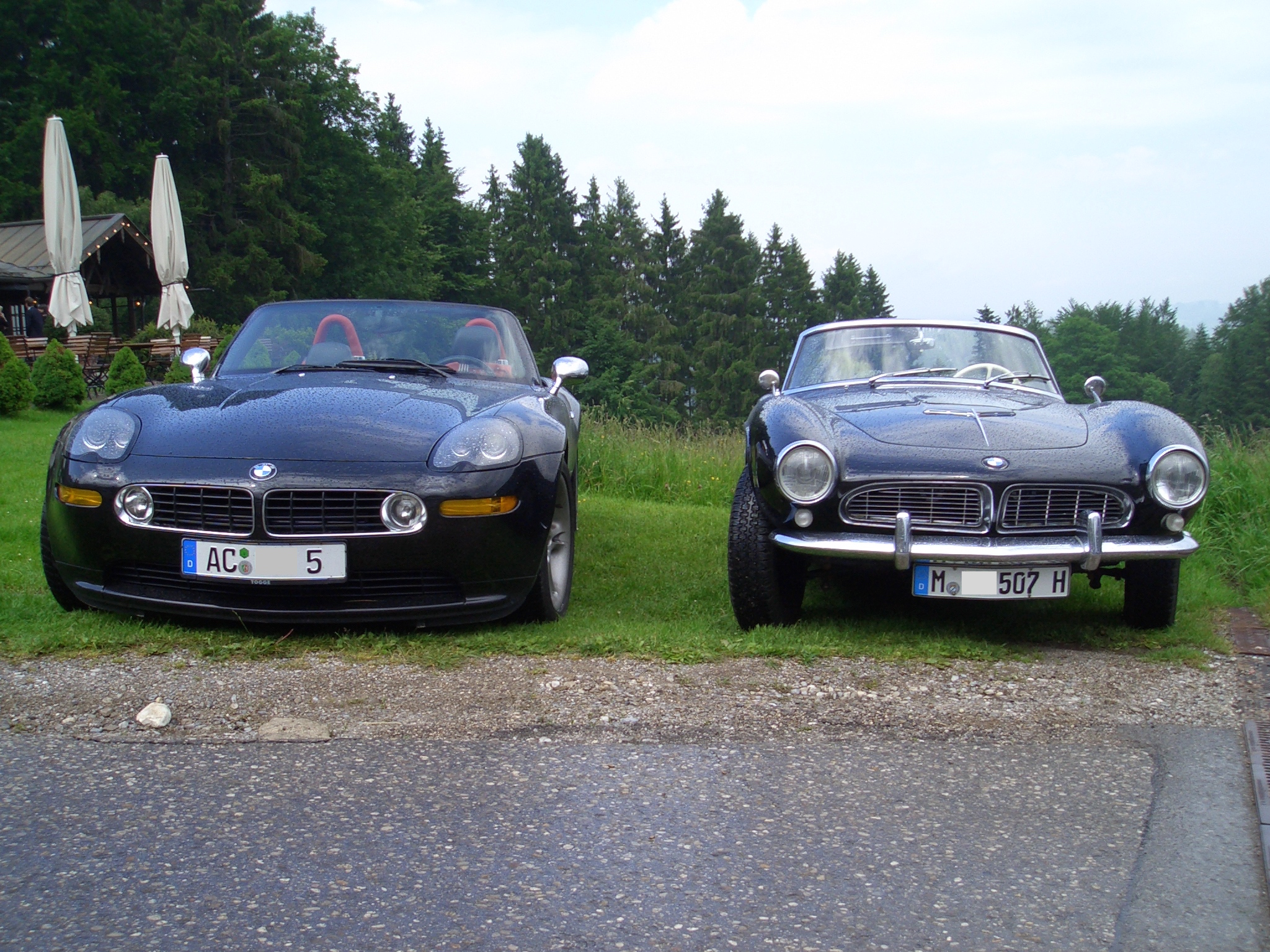
In der direkten Gegenüberstellung ist die Anlehnung des Z8 an den BMW 507 zu erkennen
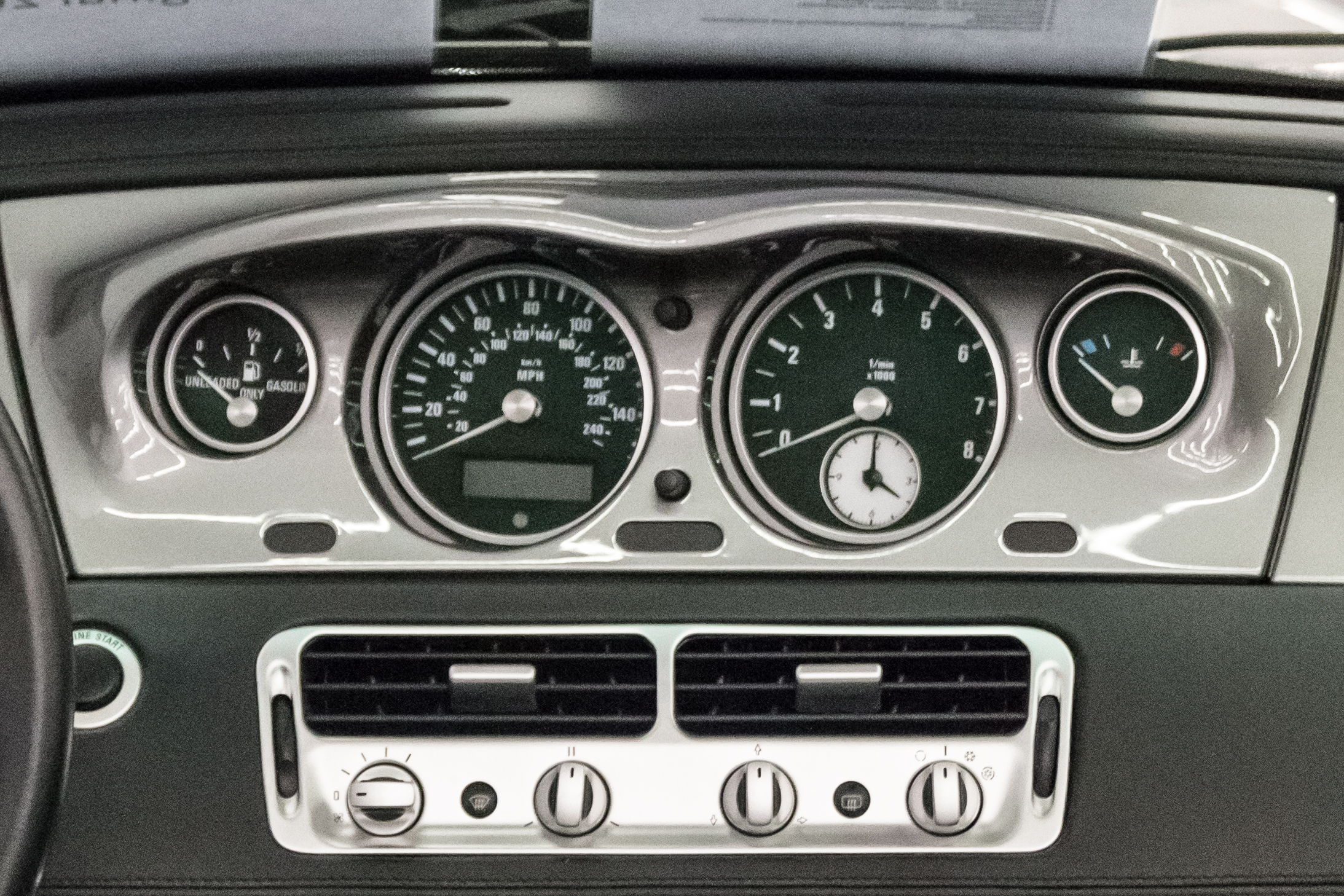
Instrumententafel
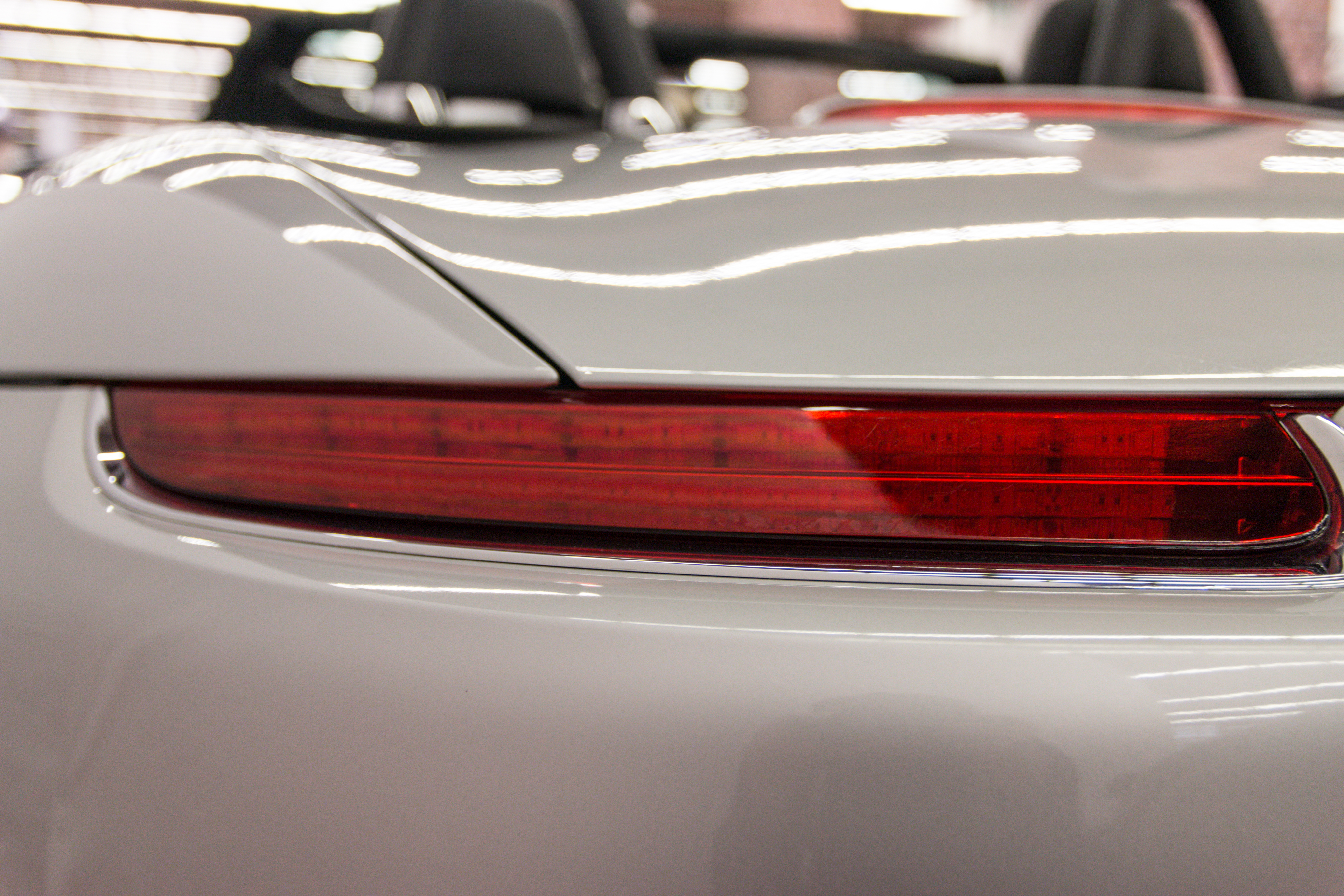
Rückleuchten für den amerikanischen Markt mit roten Blinkgläsern…
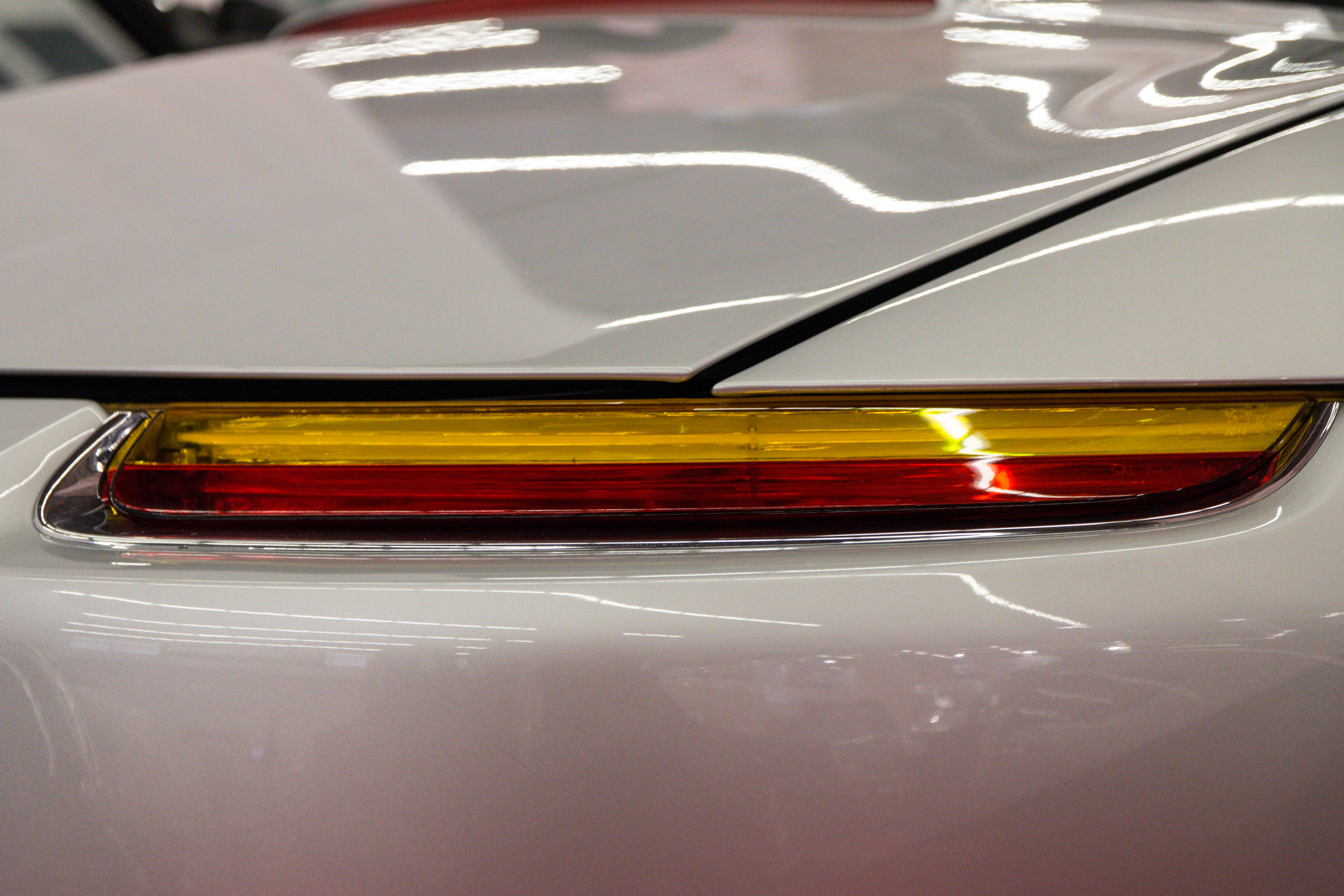
…und für den europäischen Markt mit orangen Blinkgläsern

## Ausstattung
Der BMW Z8 konnte ausschließlich mit Vollausstattung bestellt werden. Dazu gehörten unter anderem Airbags, Alarmanlage, ABS, Geschwindigkeitsregelanlage, Klimaanlage, elektrische Lenksäulenlängsverstellung, Volllederausstattung, Radio, Telefon mit Freisprecheinrichtung, Navigation, Hardtop, Hardtopständer, Leichtmetallräder, Scheinwerferwaschanlage, Xenonlicht, automatische Leuchtweitenregulierung sowie ein „Geburtsbuch“ und 1:18-Modell von Kyosho in der bestellten Farbkombination. Der Preis betrug zunächst 235.000 DM bzw. 122.700 Euro zum Ende der Bauzeit.

## Alpina Roadster V8

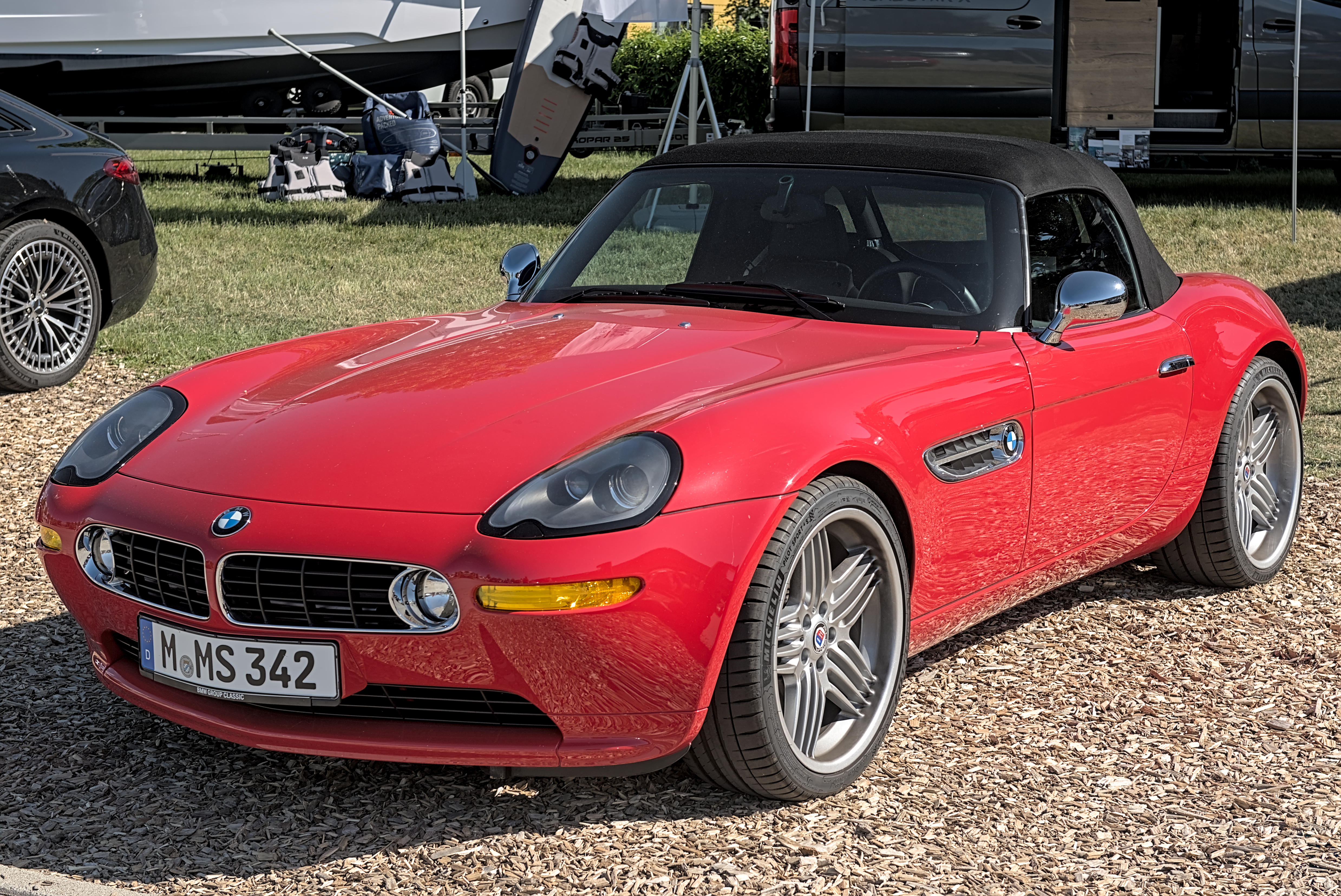
BMW Alpina Roadster V8 (2002–2003)

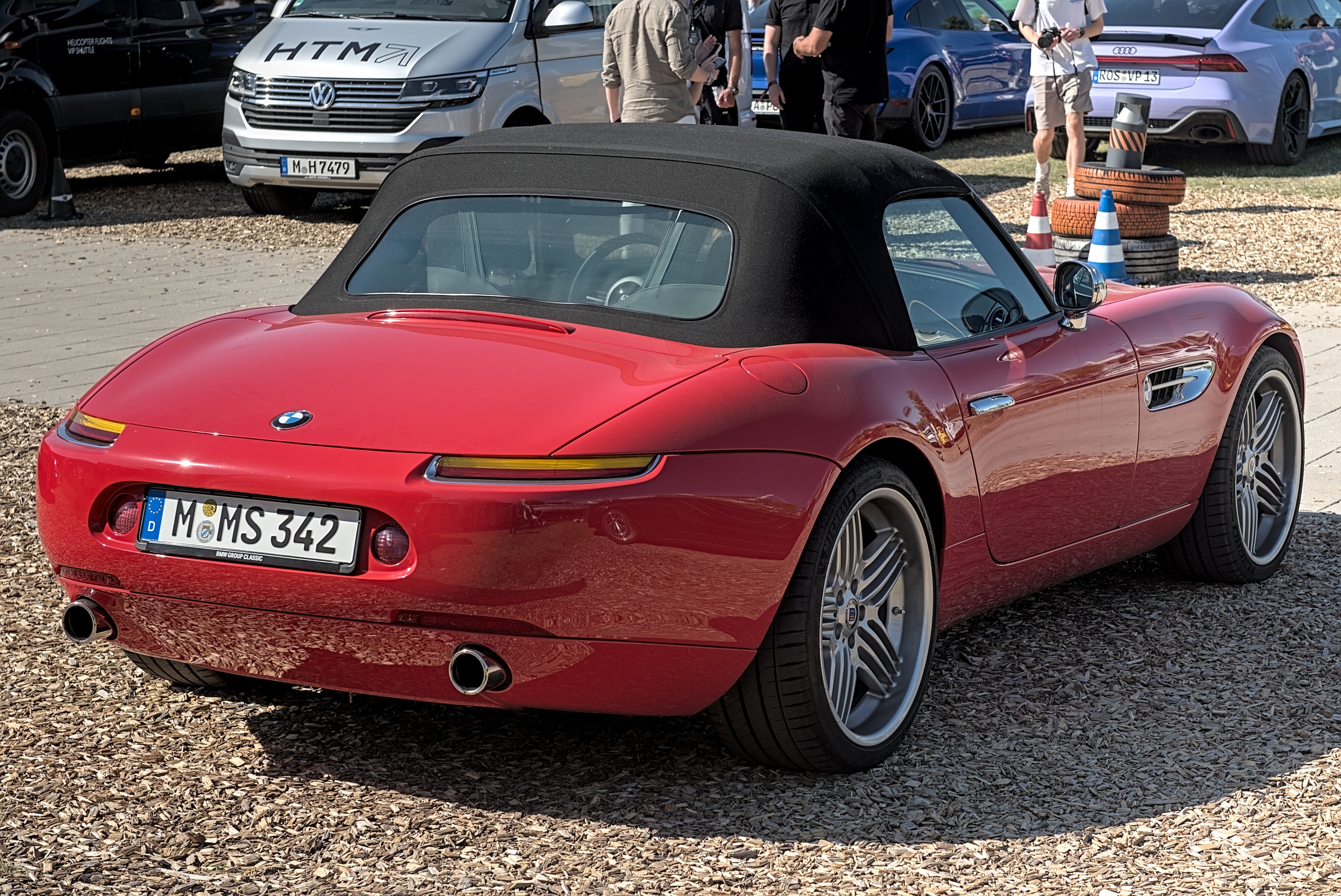
Heckansicht

Mitte 2002 erschien die auf dem Z8 basierende Alpina-Version. Der Unterschied zum BMW Z8 liegt hauptsächlich in einem drehmomentstärkeren V8-Motor mit einer maximalen Leistung von 280 kW (381 PS) und einem Automatikgetriebe, um ihn für den amerikanischen und japanischen Markt interessanter zu machen. Dieses Fahrzeug wurde in den USA wie der Z8 von der BMW AG vertrieben.
555 Exemplare wurden insgesamt gebaut. Bis Ende 2003 wurden insgesamt 450 Alpina Roadster V8 in die Vereinigten Staaten geliefert. Die restlichen 105 Einheiten verblieben für Europa und Japan.

## Technische Daten
|                                   | BMW Z8                                                              | Alpina Roadster V8                                        |
| --------------------------------- | ------------------------------------------------------------------- | --------------------------------------------------------- |
| Motorbezeichnung                  | BMW S62B50                                                          | Alpina F5                                                 |
| Motorbauart                       | Achtzylinder-V-Motor                                                | Achtzylinder-V-Motor                                      |
| Motoreinbaulage                   | längs hinter der Vorderachse                                        | längs hinter der Vorderachse                              |
| Hubraum                           | 4941 cm³                                                            | 4837 cm³                                                  |
| Bohrung × Hub                     | 94 mm × 89 mm                                                       | 93 mm × 89 mm                                             |
| Verdichtung                       | 11,0 : 1                                                            | 10,5 : 1                                                  |
| max. Leistung bei 1/min           | 294 kW (400 PS) bei 6600                                            | 280 kW (381 PS) bei 5800                                  |
| max. Drehmoment bei 1/min         | 500 Nm bei 3800                                                     | 520 Nm bei 3800                                           |
| Kurbelwelle                       | fünffach gelagert                                                   |                                                           |
| Ventilsteuerung pro Zylinderreihe | zwei oben liegende Nockenwellen                                     |                                                           |
| Ventile pro Zylinder              | 4                                                                   | 4                                                         |
| Nockenwellenantrieb               | Kettenantrieb                                                       |                                                           |
| Ventilbetätigung                  | Tassenstößel mit hydraulischem Spielausgleich                       |                                                           |
| Gemischaufbereitung               | elektronische Kraftstoffeinspritzung                                | elektronische Kraftstoffeinspritzung                      |
| Kühlung                           | Flüssigkeitskühlung mit elektrisch betriebenem Ventilator           | Flüssigkeitskühlung mit elektrisch betriebenem Ventilator |
| Kühlsysteminhalt                  | 12,5 l                                                              |                                                           |
| Getriebe                          | Sechsgang-Schaltgetriebe                                            | Fünfstufen-Automatikgetriebe                              |
| Schaltung                         | Mittelschaltung                                                     |                                                           |
| Antrieb                           | Hinterradantrieb                                                    | Hinterradantrieb                                          |
| Bremsanlage                       | Hydraulische Zweikreisbremse                                        | Hydraulische Zweikreisbremse                              |
| Bremsassistenzsysteme             | Bremskraftverstärker und Bremskraftbegrenzer                        | Bremskraftverstärker und Bremskraftbegrenzer              |
| Bremsenart                        | Scheibenbremsen                                                     | Scheibenbremsen                                           |
| Bremsscheibenausführung           | innenbelüftet                                                       |                                                           |
| Bremsscheiben-Ø vorn              | 334 mm                                                              |                                                           |
| Bremsscheiben-Ø hinten            | 328 mm                                                              |                                                           |
| Bremssättel vorn                  | Zweikolbenfestsattel                                                |                                                           |
| Bremssättel hinten                | Einkolbenfestsattel                                                 |                                                           |
| Radaufhängung vorn                | untere Querlenker mit MacPherson-Federbeinen und Stabilisator       |                                                           |
| Radaufhängung hinten              | Querlenker (oben) und Schräglenker mit Federbeinen und Stabilisator |                                                           |
| Karosserie                        | Aluminium mit Al-Spaceframe                                         | Aluminium mit Al-Spaceframe                               |
| Luftwiderstandsbeiwert cW         | 0,39                                                                |                                                           |
| Höchstgeschwindigkeit             | 250 km/h (1)                                                        | 260 km/h                                                  |
| Beschleunigung 0–100 km/h         | 4,7 s                                                               | 5,3 s                                                     |
| Kraftstoffverbrauch nach EU-Norm  | 14,5 l/100 km Super Plus                                            | 13,2 l/100 km                                             |
| Radstand                          | 2505 mm                                                             |                                                           |
| Spurweite vorn                    | 1553 mm                                                             |                                                           |
| Spurweite hinten                  | 1568 mm                                                             |                                                           |
| Reifengröße vorn                  | 245/45 R 18 W                                                       | 255/35 ZR 20                                              |
| Reifengröße hinten                | 275/40 R 18 W                                                       | 285/30 ZR 20                                              |
| Maße L × B × H                    | 4400 mm × 1830 mm × 1317 mm                                         |                                                           |
| Wendekreisdurchmesser links       | 11,2 m                                                              |                                                           |
| Wendekreisdurchmesser rechts      | 11,6 m                                                              |                                                           |
| Leergewicht (2)                   | 1660 kg                                                             | 1695 kg                                                   |

## Zulassungszahlen
Vom BMW Z8 sind zwischen 2000 und 2003 in der Bundesrepublik Deutschland insgesamt 1.687 Fahrzeuge neu zugelassen worden. Mit 693 Einheiten war 2001 das erfolgreichste Verkaufsjahr.
|  |

|  |

|  |

|  |

|  |

|  |

|  |

|  |

|  |

|  |

|  |

|  |

|  |

|  |

|  |

|  |

|  |

|  |

|  |

|  |

|  |

|  |

|  |

|  |

|  |

|  |

|  |

|  |

|  |

|  |

|  |

|  |

|  |

|  |

|  |

|  |

|  |

|  |

|  |

|  |

|  |

|  |

|  |

|  |

|  |

|  |

|  |

|  |

|  |

|  |

|  |

|  |

|  |

|  |

|  |

|  |

|  |

|  |

|  |

|  |

|  |

|  |

|  |

|  |

|  | Benziner (1.687) |

|  | Benziner (1.687) |

Laut Kraftfahrtbundesamt waren am 1. Januar 2022 noch 1.494 Stück für den Verkehr in Deutschland zugelassen.

## Der Z8 in Film und Fernsehen

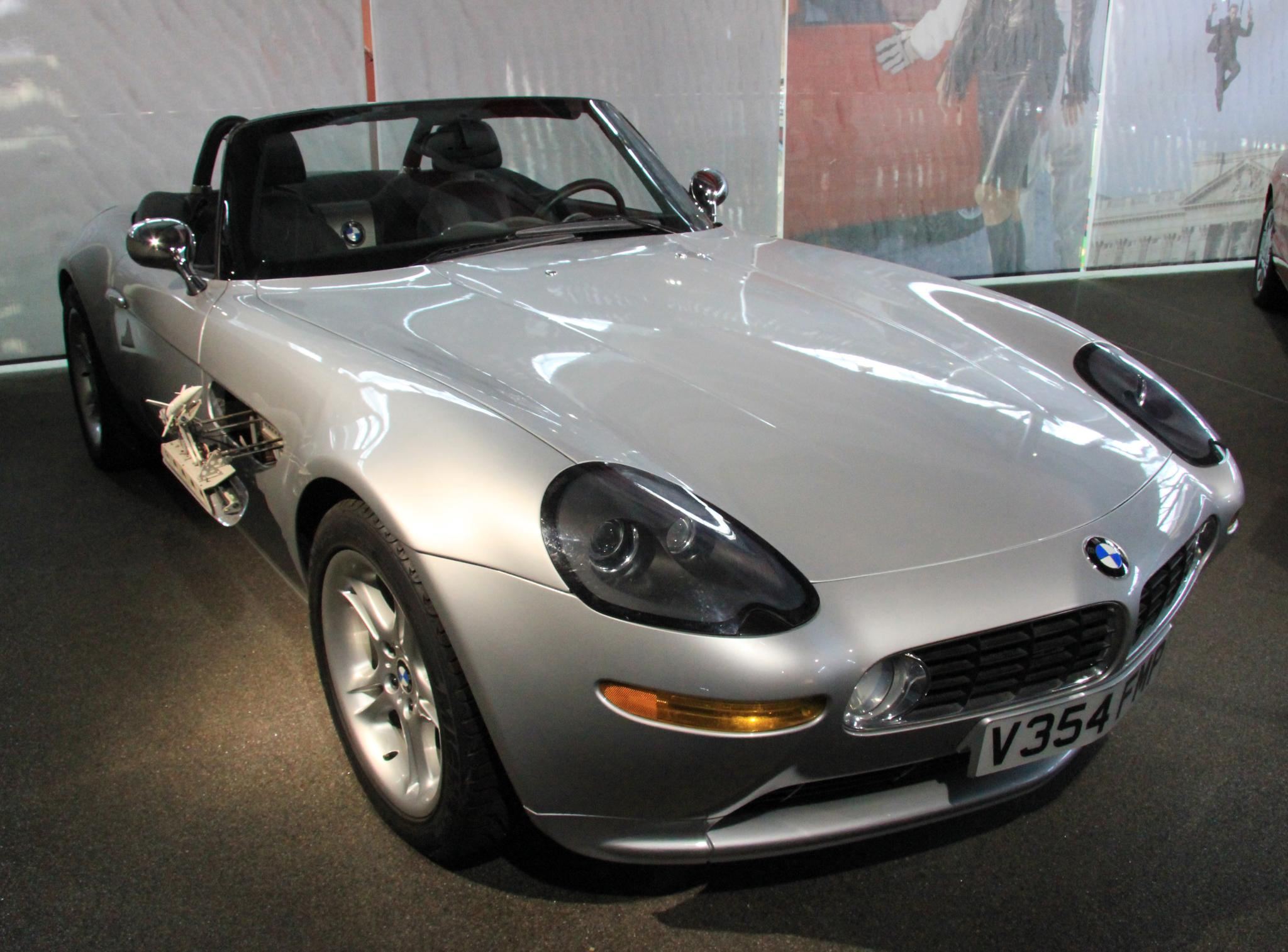
BMW Z8 aus dem Film James Bond 007 – Die Welt ist nicht genug (1999)

- James Bond 007 – Die Welt ist nicht genug mit Pierce Brosnan (1999), sowie im Musikvideo des dazugehörigen Titelsongs der Gruppe Garbage.
- Um Himmels Willen mit Jutta Speidel und Fritz Wepper, 2002 und 2003 gefahren von Helen Zellweger
- The Tuxedo – Gefahr im Anzug mit Jackie Chan (2002)[11]
- Polizeiruf 110 (Folge 248) „Kopf in der Schlinge“ (2003), Drehbuch Sabine Thiesler, mit Alexander Hosfeld
- Tatort: Kaltblütig – Ludwigshafen (2013)
- Downtown Torpedos (Anfangssequenz)
- König von Deutschland mit Olli Dittrich (2013)

## Trivia
- Der BMW Z8 wurde von den Lesern der Zeitschrift „Motor Klassik“ im Jahr 2003 als „Klassiker der Zukunft“ in der Rubrik „Offene Fahrzeuge“ gewählt.
- BMW gibt für die Ersatzteile eine Nachkaufgarantie von 50 Jahren.
- Seit März 2005 gibt es in Deutschland den ersten Z8-Club mit Werksunterstützung.